# Finn Elliot
Finn Elliot est un acteur britannique, né le 16 juin 2002 à Hong Kong (Chine).

## Filmographie

### Cinéma
- 2018 : Le Jour de mon retour : James Crowhurst

### Télévision
- 2015 : Outcast : Lewis Aldridge
- 2017 : The Crown : Philip Jeune / Prince Philip Jeune
- 2020 : The Last Kingdom : Jeune Uthred (saisons 4 et 5)